# Pieprznik rdzewiejący

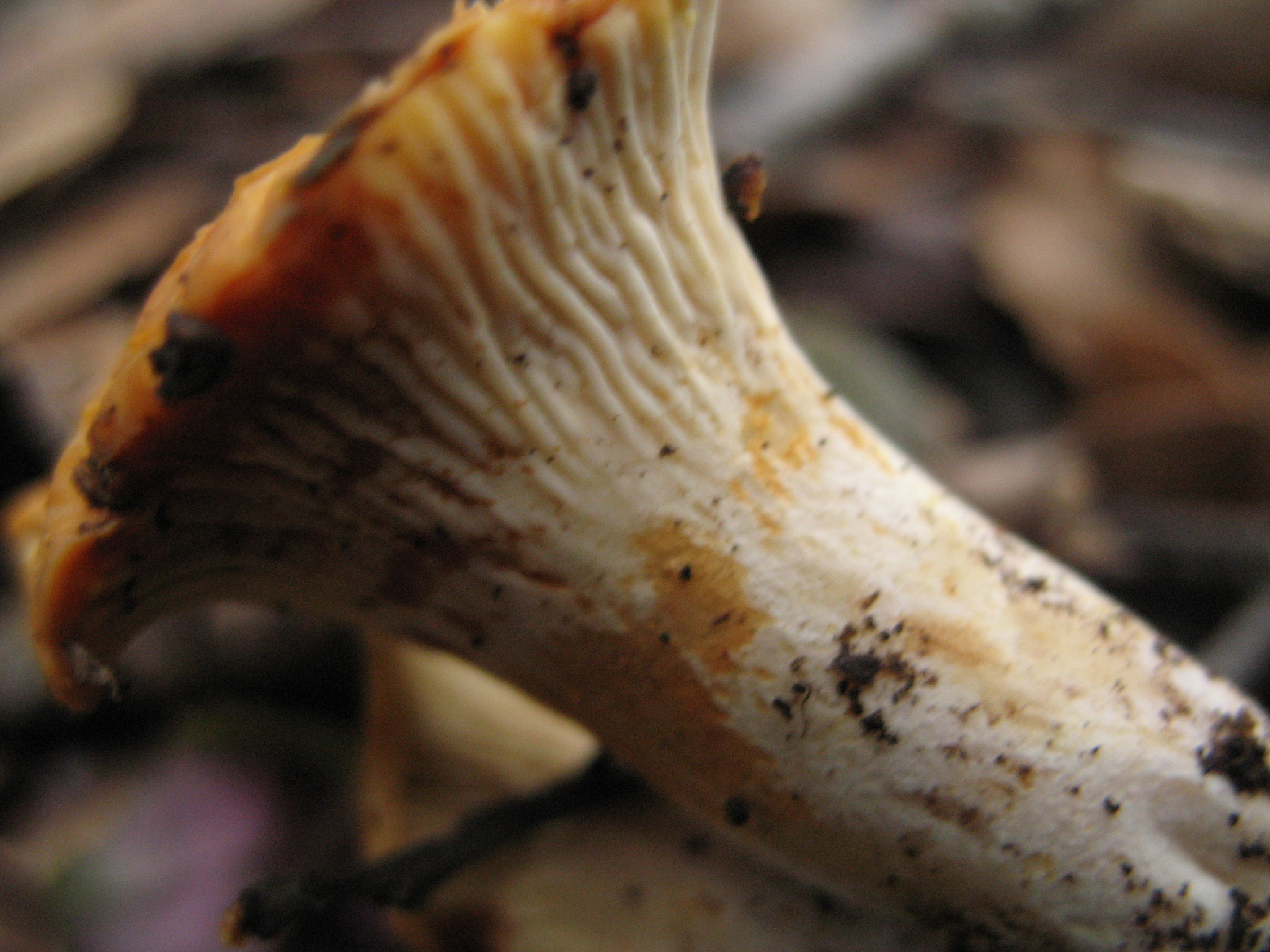

Pieprznik rdzewiejący (Cantharellus ferruginascens P.D. Orton) – gatunek grzybów z rodziny kolczakowatych (Hydnaceae).

## Systematyka i nazewnictwo
Pozycja w klasyfikacji według Index Fungorum: Cantharellus, Hydnaceae, Cantharellales, Incertae sedis, Agaricomycetes, Agaricomycotina, Basidiomycota, Fungi.
Po raz pierwszy takson ten opisał w 1969 r. Peter Darbishire Orton na ziemi w Anglii. Synonim: Cantharellus cibarius var. ferruginascens (P.D. Orton) Courtec. 1993.
Polska nazwa początkowo pojawiła się w internetowym atlasie grzybów. W 2025 r. jej używanie zostało zarekomendowane przez Komisję ds. Polskiego Nazewnictwa Grzybów Polskiego Towarzystwa Mykologicznego. 

## Morfologia
Owocniki przeważnie występują gromadnie, rzadko w niewielkich kępkach. Po uszkodzeniu zmienia barwę na rdzawą.
Kapelusz
Średnica do 5 cm. U młodych okazów wypukły, potem płaski, na koniec z wgłębieniem w środku, mięsisty. Powierzchnia cytrynowożółta do blado pomarańczowożółtej, czasem z odcieniami oliwkowymi lub czerwonawymi, gładka, matowa i delikatnie aksamitna. Brzeg klapowany i podwinięty.
Hymenofor
Listewkowy (phlebioidalny). Listewki niskie i rozwidlone lub anastomozujące, głęboko zbiegające na trzon, początkowo biało-żółte, później blado żółtopomarańczowe.
Trzon
Wysokość 2–6 cm, grubość do 2 cm, twardy, ku górze rozszerzający się i stopniowo przechodzący w kapelusz. Powierzchnia delikatnie aksamitna, jasnożółtopomarańczowa, u podstawy ciemniejsza.
Miąższ
Zwarty, żółty, matowobiaławy, przy skórce prawie biały. Ma słaby, owocowy zapach i przyjemny smak.
Wysyp zarodników
Kremowy. Zarodniki szerokoelipsoidalne, 7.5-10 × 5-6 µm.
Gatunki podobne
Również bladożółto zabarwione owocniki ma pieprznik blady (Cantharellus pallens), który także rośnie w lasach liściastych, odróżnia się jednak bardziej mięsistym i krępym owocnikiem, który po uszkodzeniu lub ugnieceniu nie przebarwia się. Pospolity pieprznik jadalny (Cantharellus cibarius) ma silniej wybarwione owocniki, które także nie zmieniają barwy po ugnieceniu lub przecięciu.

## Występowanie i siedlisko
Znany jest tylko w Europie. Brak go w opracowanym w 2003 r. przez Władysława Wojewodę wykazie wielkoowocnikowych grzybów podstawkowych Polski. Wymieniają go internetowe atlas grzybów.
Naziemny grzyb mykoryzowy. Rośnie w lasach liściastych pod grabami, klonami i dębami.

## Znaczenie
Grzyb jadalny.